# Bradford Abbas
Bradford Abbas – wieś w Anglii, w hrabstwie Dorset. Leży 27 km na północny zachód od miasta Dorchester i 184 km na zachód od Londynu.